# Superconductors de tipus II

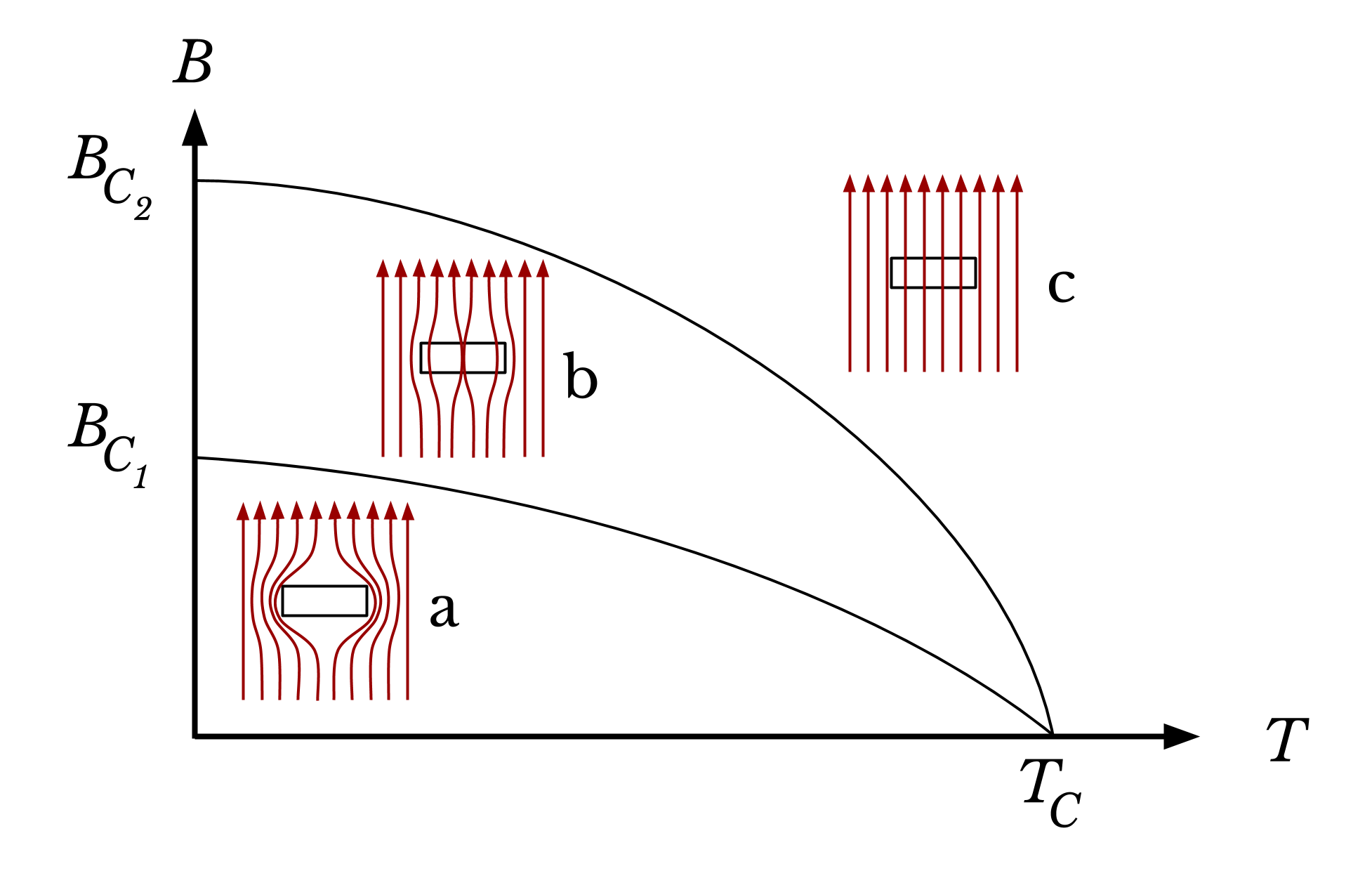
Comportament superconductor sota camp magnètic i temperatura variables. El gràfic mostra el flux magnètic B en funció de la temperatura absoluta T. S'etiqueten les densitats de flux magnètic crític B_{C1} i B_{C2} i la temperatura crítica T_{C.} A la regió inferior d'aquest gràfic, tant els superconductors de tipus I com de tipus II mostren l'efecte Meissner (a). Un estat mixt (b), en què algunes línies de camp es capturen en vòrtexs de camp magnètic, només es produeix en superconductors de tipus II dins d'una regió limitada del gràfic. Més enllà d'aquesta regió, la propietat superconductora es trenca i el material es comporta com un conductor normal (c).

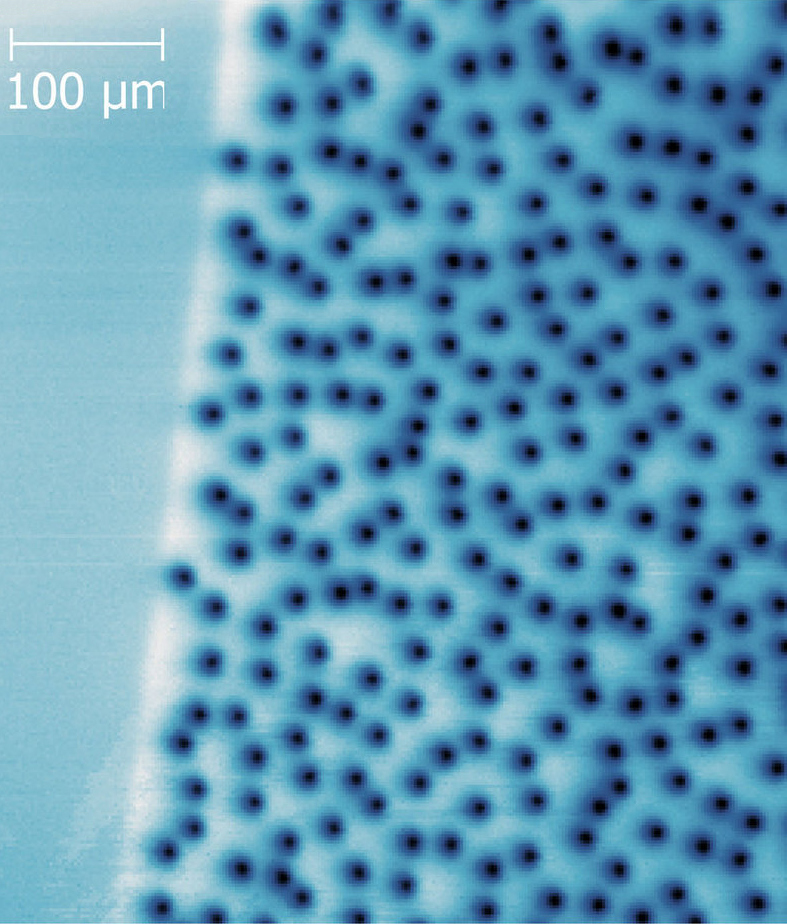
Vòrtexs en una pel·lícula YBCO de 200 nm de gruix capturada per microscòpia d'escaneig SQUID

En superconductivitat, un superconductor de tipus II és un superconductor que presenta una fase intermèdia de propietats mixtes ordinàries i superconductores a temperatura intermèdia i camps per sobre de les fases superconductores. També inclou la formació de vòrtexs de camp magnètic amb un camp magnètic extern aplicat. Això passa per sobre d'una certa intensitat de camp crític Hc1. La densitat del vòrtex augmenta amb l'augment de la força del camp. A un camp crític superior Hc2, la superconductivitat es destrueix. Els superconductors de tipus II no presenten un efecte Meissner complet.
El 1935, Rjabinin i Shubnikov van descobrir experimentalment els superconductors de tipus II. El 1950, Lev Landau i Vitaly Ginzburg van desenvolupar la teoria dels dos tipus de superconductors en el seu article sobre la teoria de Ginzburg-Landau. En el seu argument, un superconductor de tipus I tenia energia lliure positiva del límit superconductor-metall normal. Ginzburg i Landau van assenyalar la possibilitat de superconductors de tipus II que haurien de formar un estat no homogeni en camps magnètics forts. Tanmateix, en aquell moment, tots els superconductors coneguts eren de tipus I, i van comentar que no hi havia cap motivació experimental per considerar l'estructura precisa de l'estat superconductor de tipus II. La teoria del comportament de l'estat superconductor de tipus II en el camp magnètic va ser molt millorada per Alexei Alexeyevich Abrikóssov, que estava elaborant les idees de Lars Onsager i Richard Feynman dels vòrtexs quàntics en superfluids. La solució de vòrtex quàntic en un superconductor també està molt relacionada amb el treball de Fritz London sobre la quantificació del flux magnètic en superconductors. El Premi Nobel de Física es va atorgar a la teoria de la superconductivitat de tipus II l'any 2003.

## Materials
Els superconductors de tipus II solen estar fets d'aliatges metàl·lics o ceràmica d'òxid complex. Tots els superconductors d'alta temperatura són superconductors de tipus II. Mentre que la majoria dels superconductors elementals són de tipus I, el niobi, el vanadi i el tecneci són superconductors elementals de tipus II. El diamant i el silici dopats amb bor també són superconductors de tipus II. Els superconductors d'aliatge metàl·lic també poden presentar un comportament de tipus II (per exemple, niobi-titani, un dels superconductors més comuns en la superconductivitat aplicada), així com compostos intermetàl·lics com el niobi-estany.

## Aplicacions
Els electroimants superconductors forts (utilitzats en escàners de ressonància magnètica, màquines de RMN i acceleradors de partícules) sovint utilitzen bobines enrotllades de cables de niobi-titani o, per a camps més alts, fils de niobi-estany. Aquests materials són superconductors de tipus II amb un camp crític superior substancial Hc2, i en contrast amb, per exemple, els superconductors de cuprat amb Hc2 encara més elevat, es poden mecanitzar fàcilment en cables. Recentment, però, les cintes superconductores de 2a generació permeten la substitució de cables més barats a base de niobi per cintes de "2a generació" molt més cars, però superconductores a temperatures i camps magnètics molt més alts.